# San Benito County
San Benito County je okres ve státě Kalifornie v USA. K roku 2010 zde žilo 55 269 obyvatel. Správním městem okresu je Hollister. Na severu sousedí s Santa Clara County a na jihu s Monterey County.